# New College Valley
Das New College Valley ist ein unvereistes Tal auf der antarktischen Ross-Insel. Es liegt zwischen den Kliffs oberhalb des Caughley Beach und rund 300 m östlich der Eiskappe des Mount Bird. Es enthält glaziale Moränen aus Basalt und Schweißschlacke. Einige Schmelzwasserbäche fließen durch das Tal hindurch zum Rossmeer. Zahlreiche Arten von Algen, Flechten und Moosen sind hier vertreten.
Das New Zealand Antarctic Place-Names Committee benannte es 2001 nach dem University College in Oxford im Ausgleich für die geografischen Objekte in den Antarktischen Trockentälern, die nach Einrichtungen der University of Cambridge benannt sind.